# Euctenospila
Euctenospila és un gènere monotípic d'arnes de la família Crambidae. Conté només una espècie, Euctenospila castalis, que es troba a la República Democràtica del Congo (Kasai Occidental) i Etiòpia.